# Інформаційний кіоск
Інформаційний кіоск — персональний комп'ютер, зазвичай з мультимедійним дисплеєм, встановлений у громадському місці для забезпечення широкому загалу доступу до інформації. Для урядових організацій кіоски мають стати звичайним засобом обслуговування громадян, які не мають персонального комп'ютера чи доступу в інтернет.
Кіоск є апаратно-програмним комплексом з комп'ютера з сенсорним монітором в металевому корпус і спеціального програмного забезпечення, що дозволяє управляти системою простим дотиком пальця до екрану монітора. Функціонує у виділеному фрагменті мережі з обмеженням доступу до решти мережевих ресурсів.
Інформаційні кіоски переважно багатофункціональності, може надавати користувачам кілька різних видів послуг, від простого інформування до роздруку типових бланків документів.
Кіоски встановлюються так, щоб вони були зручними для користування людьми з обмеженими можливостями.